# Rideau Canal
Het Rideau Canal (Frans: Canal Rideau) is een waterweg in Canada die de stad Ottawa in Ontario, gelegen aan de Ottawa River, verbindt met de stad Kingston in Ontario, gelegen aan de oevers van het Ontariomeer bij de uitmonding in de Saint Lawrencerivier.
De waterweg, met een totale lengte van 202 km bestaat voor een groot gedeelte uit de rivieren Rideau en Cataraqui, en de Boven-, Beneden- en Groot-Rideaumeren. Ongeveer 19 kilometer bestaat uit uitgegraven kanalen, waarbij de hoogteverschillen zijn weggewerkt met een totaal van 45 sluizen, gegroepeerd over 23 locaties. De waterweg is bevaarbaar voor schepen met een lengte tot 33.5 meter, een breedte van 9.1 meter en een diepgang van 1.5 m. Normale en permanent beschikbare operaties beperken de scheepvaart tot boten van 27.4 m, met 7.9 m breedte, 6.7 m hoogte en diepgang van 1.2 m.
Het project werd uitgedacht in de uitloop van de Oorlog van 1812. Het bleek duidelijk dat de Saint Lawrencerivier als grenslijn tussen het Verenigd Koninkrijk en zijn Canadese gebieden en de Verenigde Staten een niet betrouwbare transportroute was, en dat voor de verbinding van Montréal naar Kingston een meer landinwaarts alternatief diende uitgewerkt te worden, samen met een versteviging van de grens door forten.
Het traject werd uitgetekend door luitenant-kolonel John By van de Britse Royal Engineers en de graafwerken en constructie van de sluizen werden tussen 1826 en 1832 uitgevoerd. Het hele systeem van de waterweg met kanalen en sluizen is tot heden nog in gebruik, met de meeste originele bouwkundige constructies nog intact. Het is het oudste permanent in gebruik gebleven kanaalsysteem van Noord-Amerika.
Het kanaal werd uitgeroepen tot een National Historic Site of Canada in 1925. Tijdens de 31e sessie van de Commissie voor het Werelderfgoed in 2007 werd het Rideau Canal erkend als cultureel werelderfgoed en opgenomen in de werelderfgoedlijst van UNESCO.
Het kanaal wordt als een recreatieroute uitgebaat door Parks Canada waarbij de sluizen bemand zijn en beschikbaar voor doorvaart van midden mei tot midden oktober.

## Galerij
Hoewel er oorspronkelijk 47 sluizen waren loopt de nummering van 1 tot 49. Dat komt doordat de twee sluizen bij de toegang tot het Tay Canal zijn meegenummerd (sluis 33 en 34). Nadat in 1973-74 drie sluizen bij Smith Falls zijn vervangen door een gecombineerde sluis met nummer 29a (de oude sluizen 28 - 30 zijn er nog wel), telt het Rideau Canal nu nog 45 functionerende sluizen.

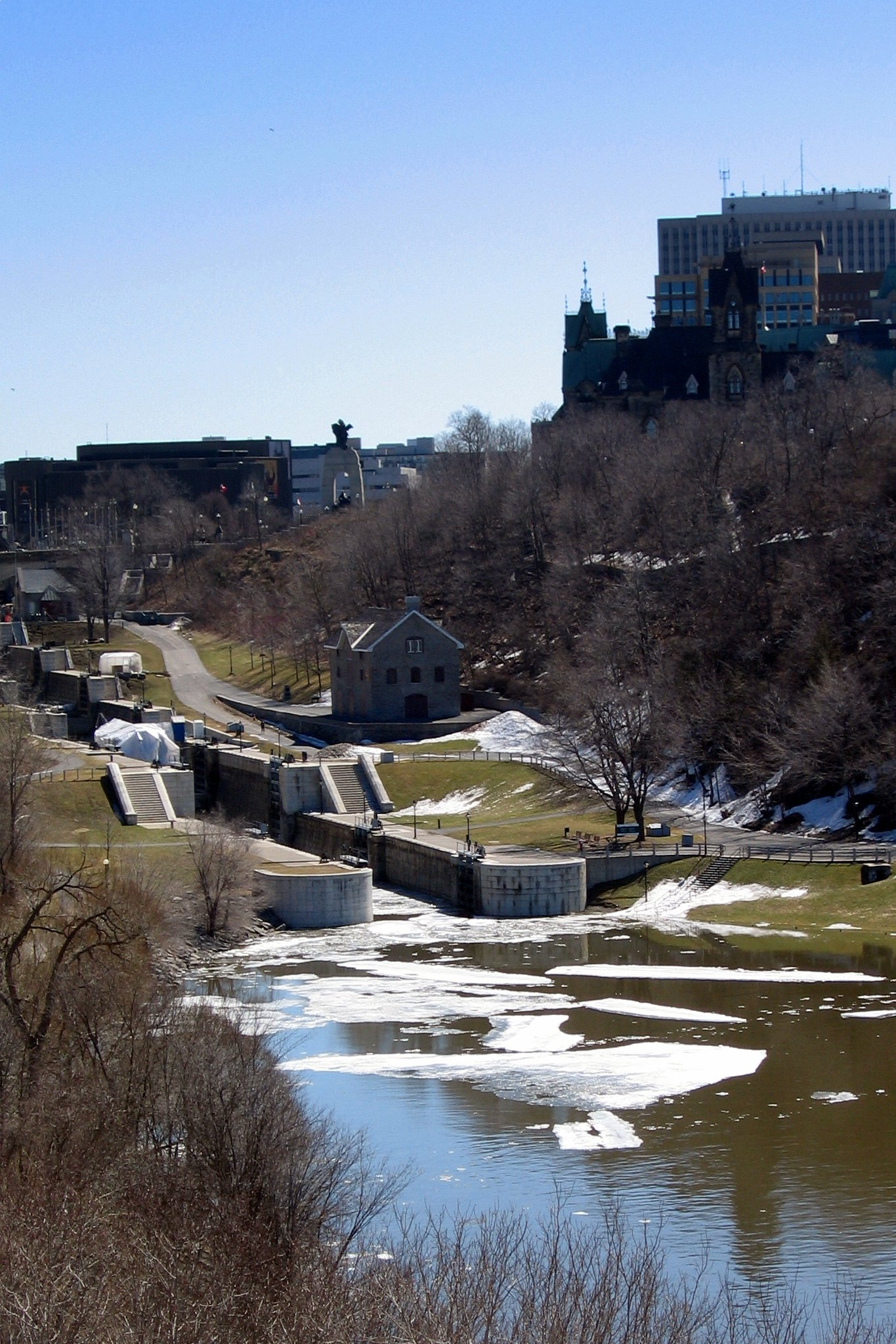
Eerste sluizen aan de Ottawa River, sluizen 1–8
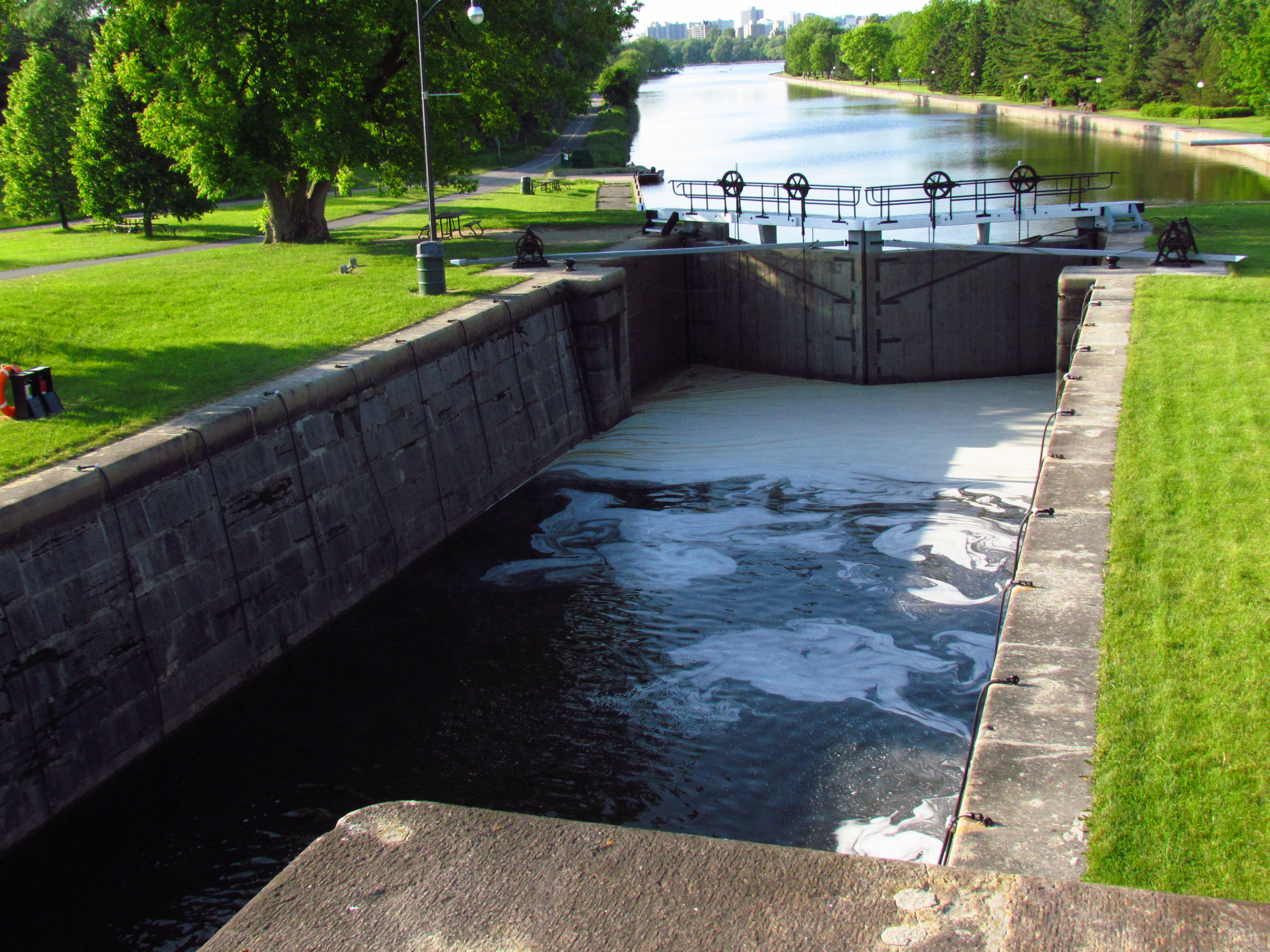
Hartwells Lock, sluis 9
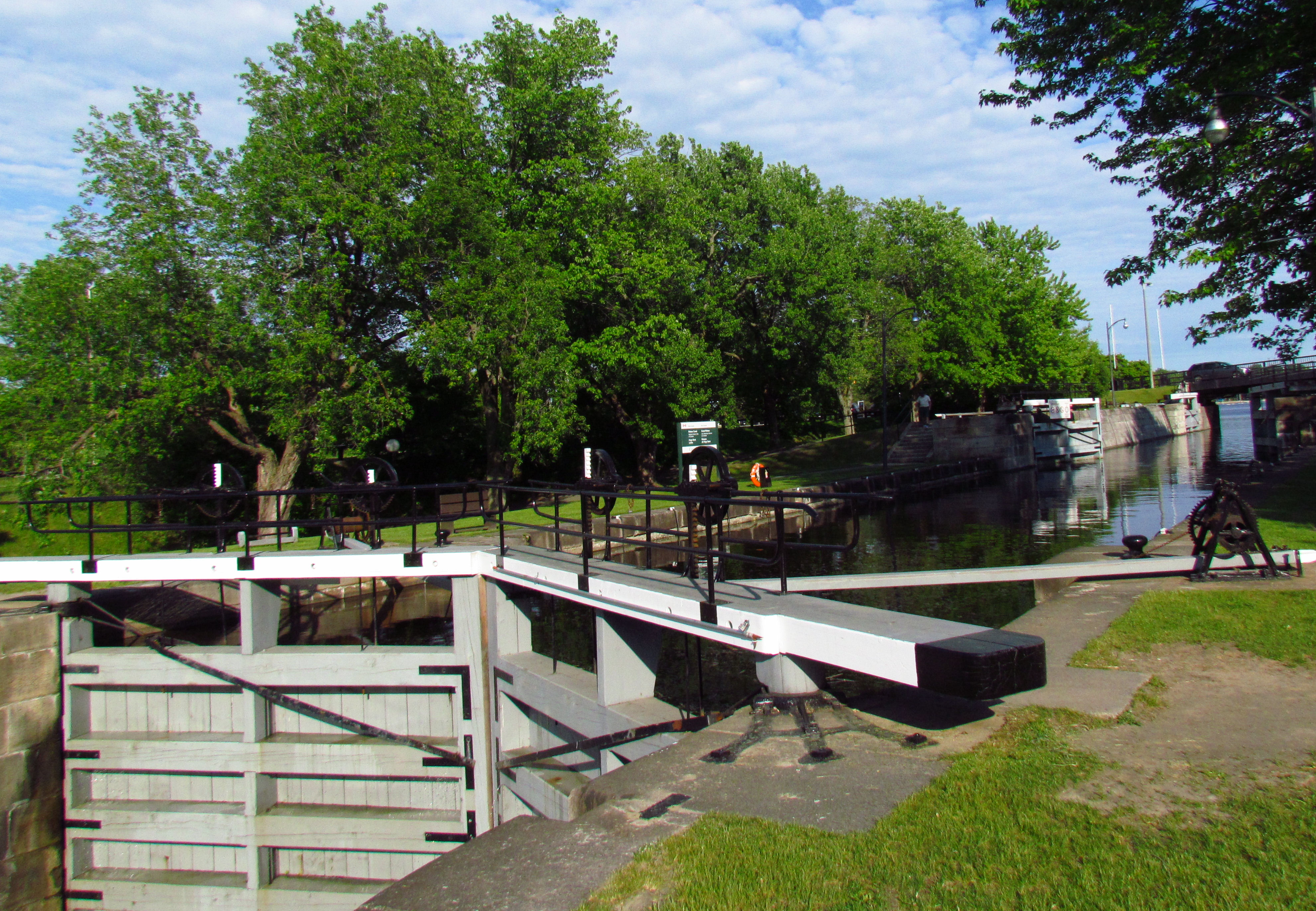
Hog's Back Locks, sluizen 11–12
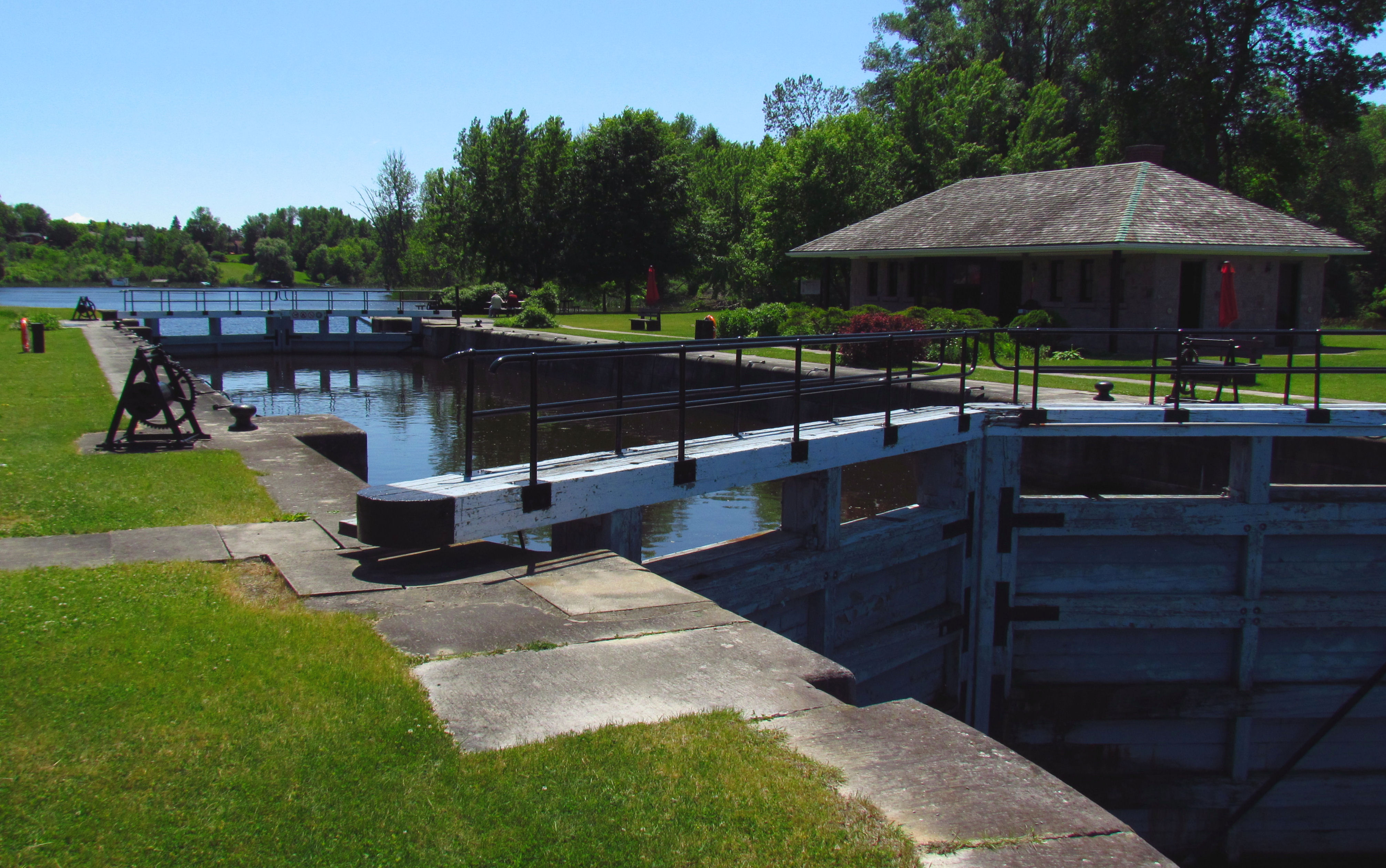
Aan de Black Rapids, sluis 13
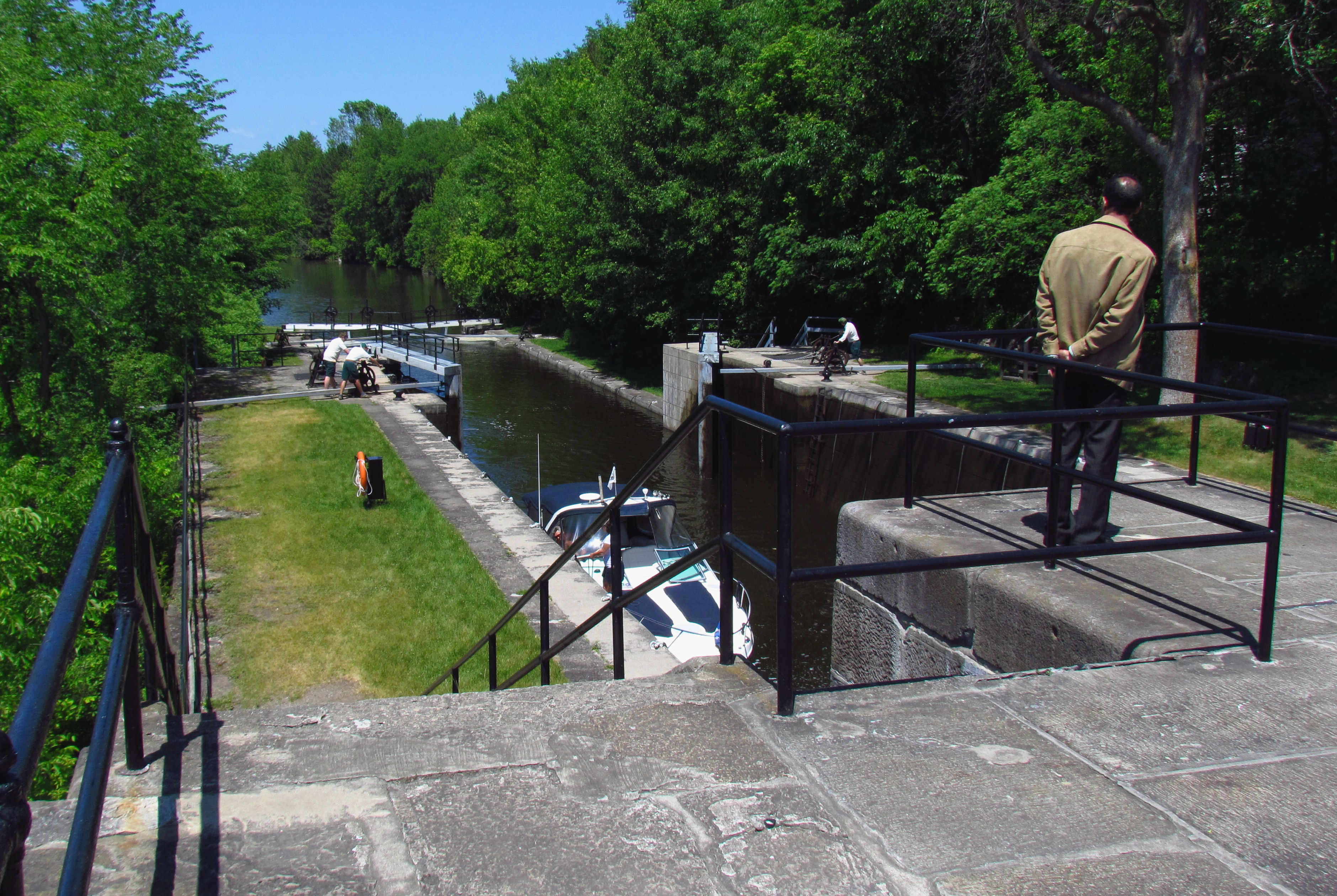
Aan Long Island, Manotick, sluizen 14–16
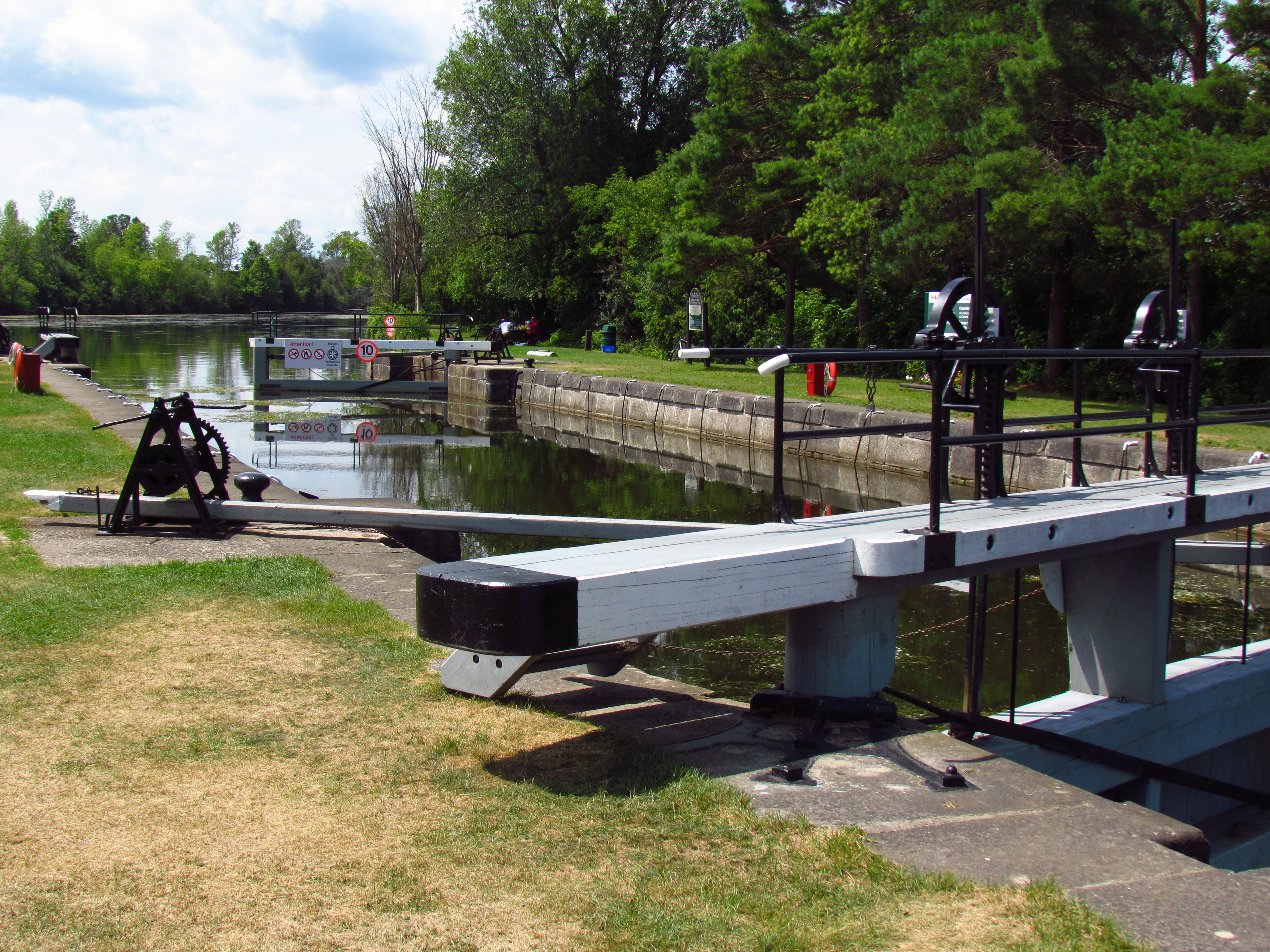
Aan de Burritts Rapids, sluis 17
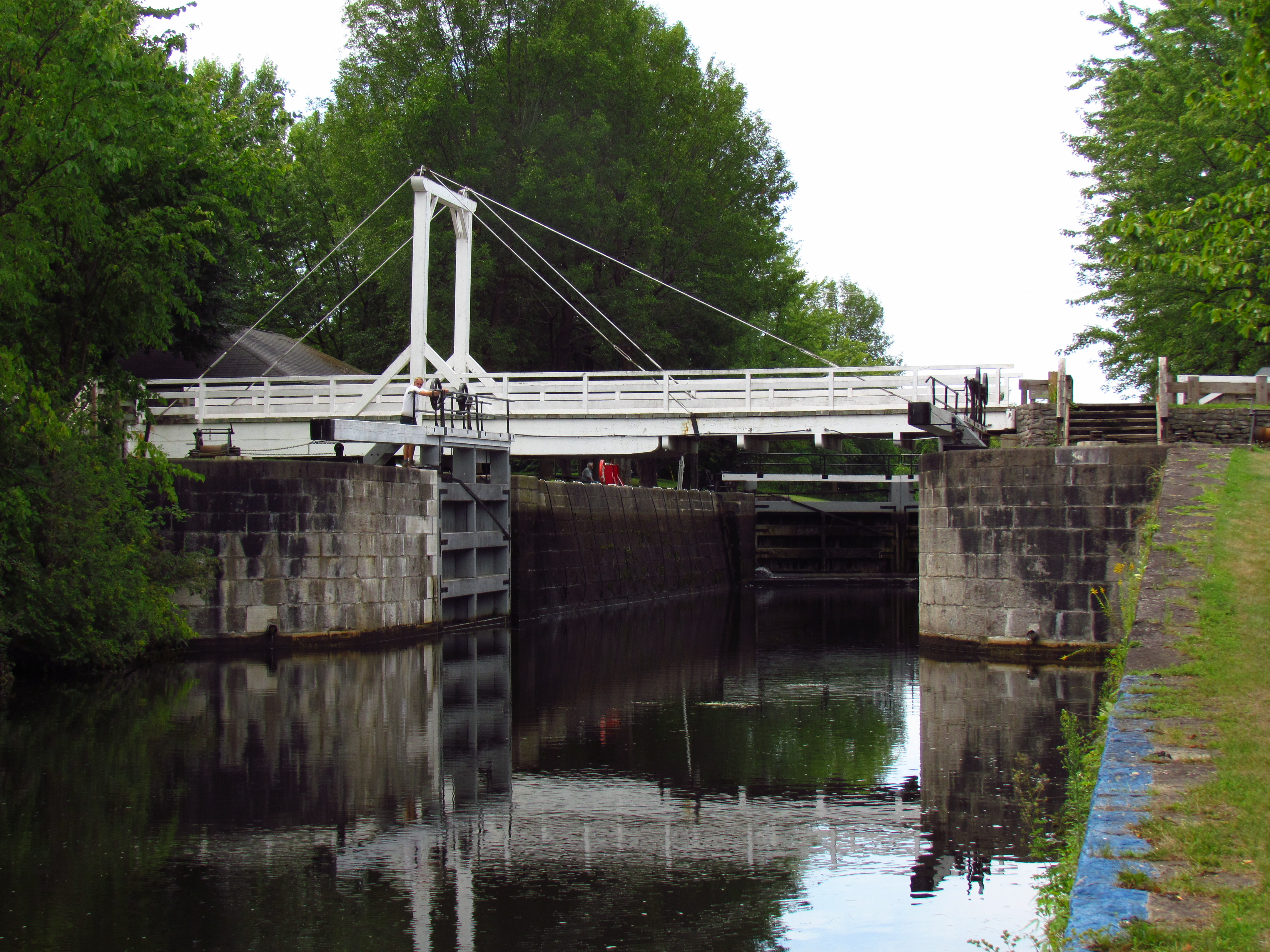
Upper Nicholsons Lock, sluis 18
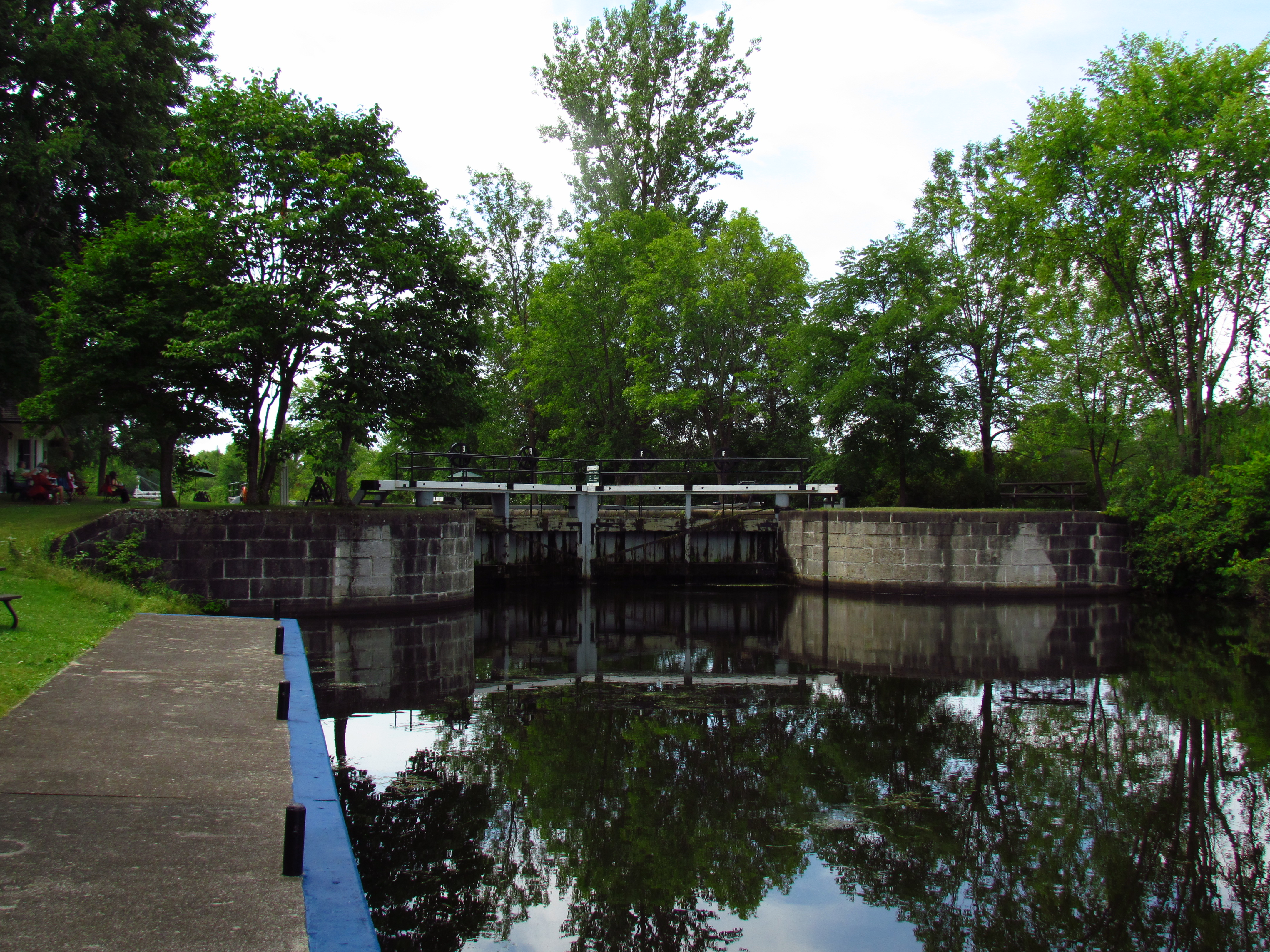
Lower Nicholsons Lock, sluis 19
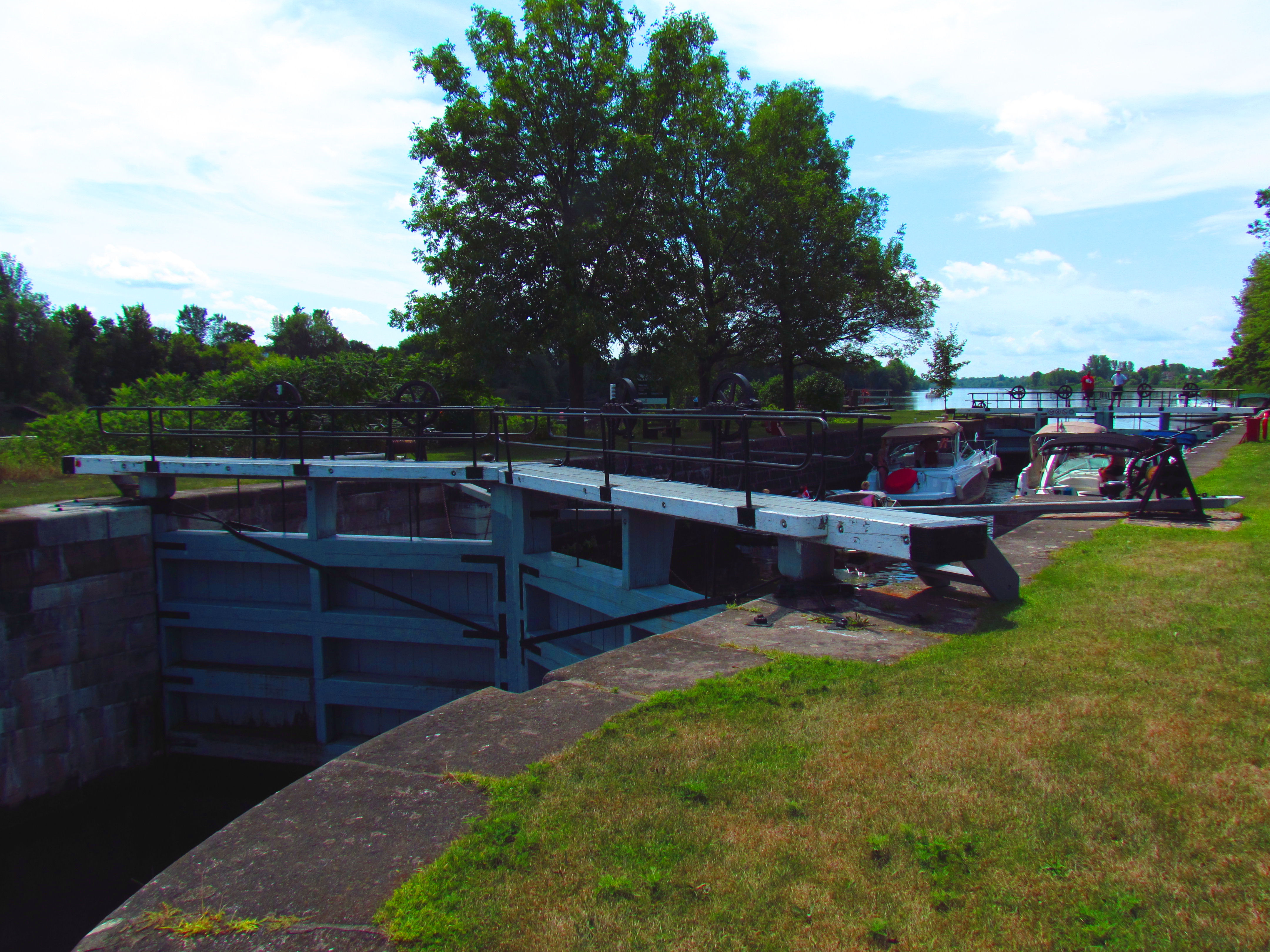
Clowes, sluis 20
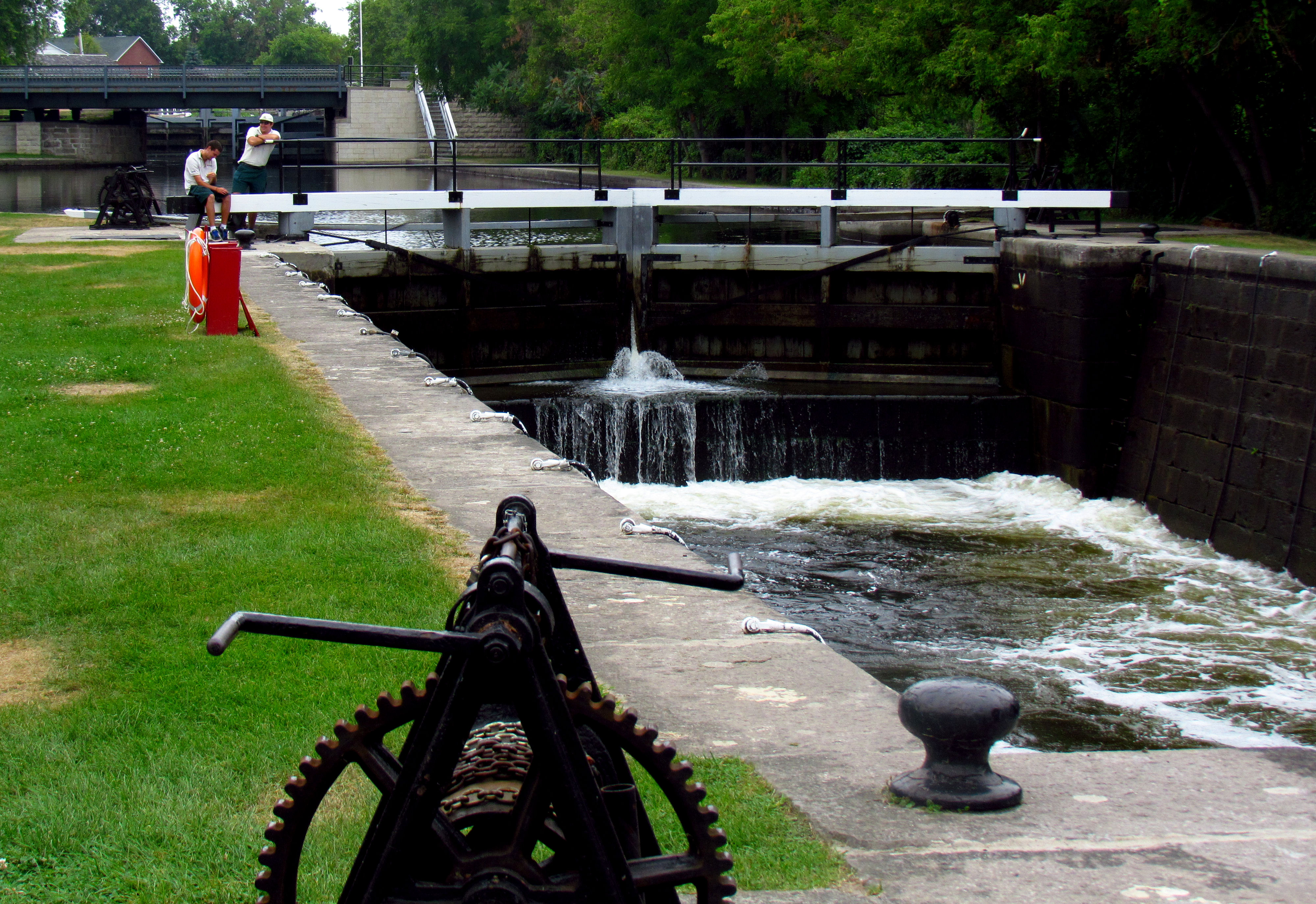
Aan Merrickville, sluizen 21 en 22
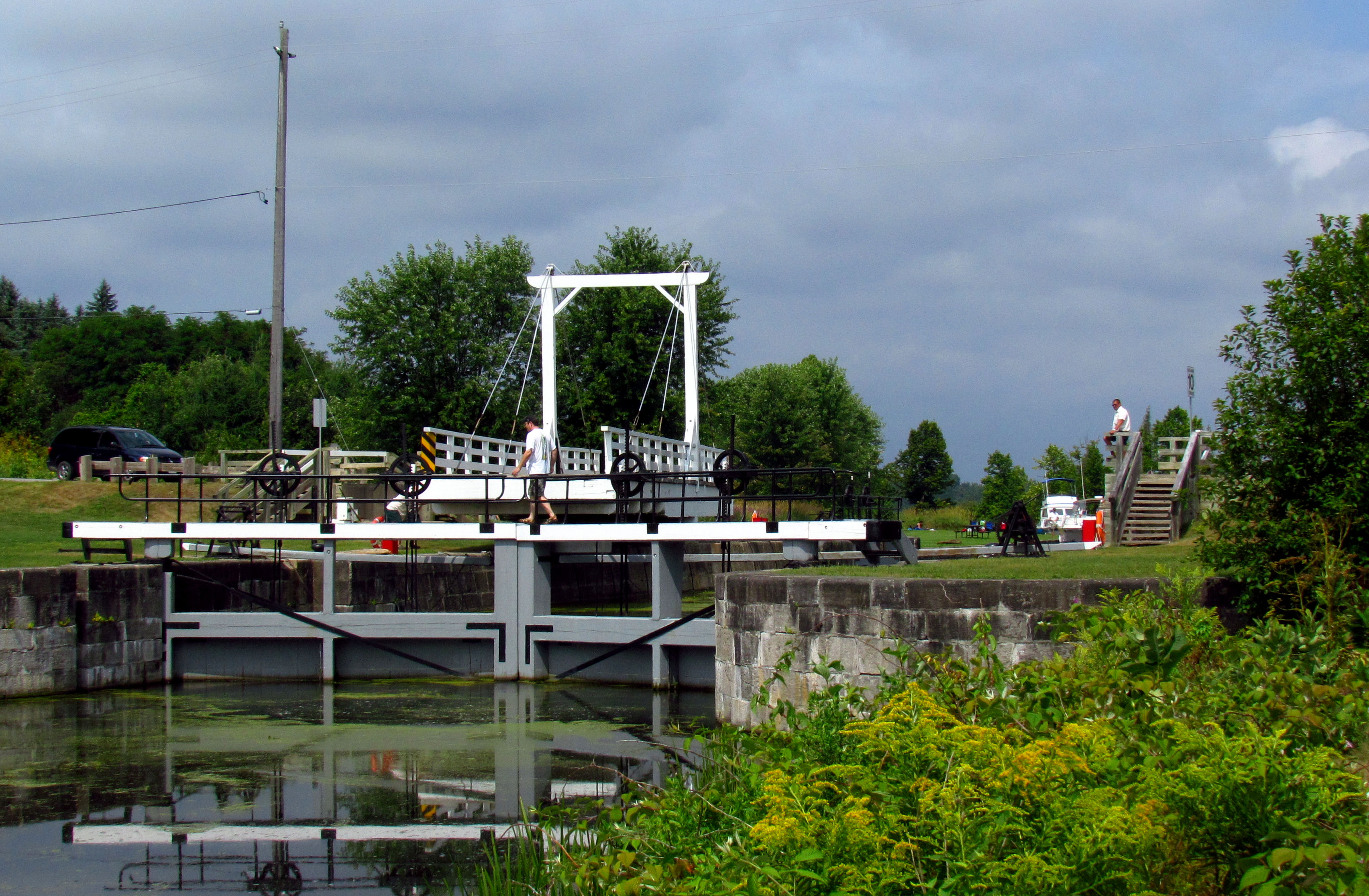
Kilmarnock, sluis 24
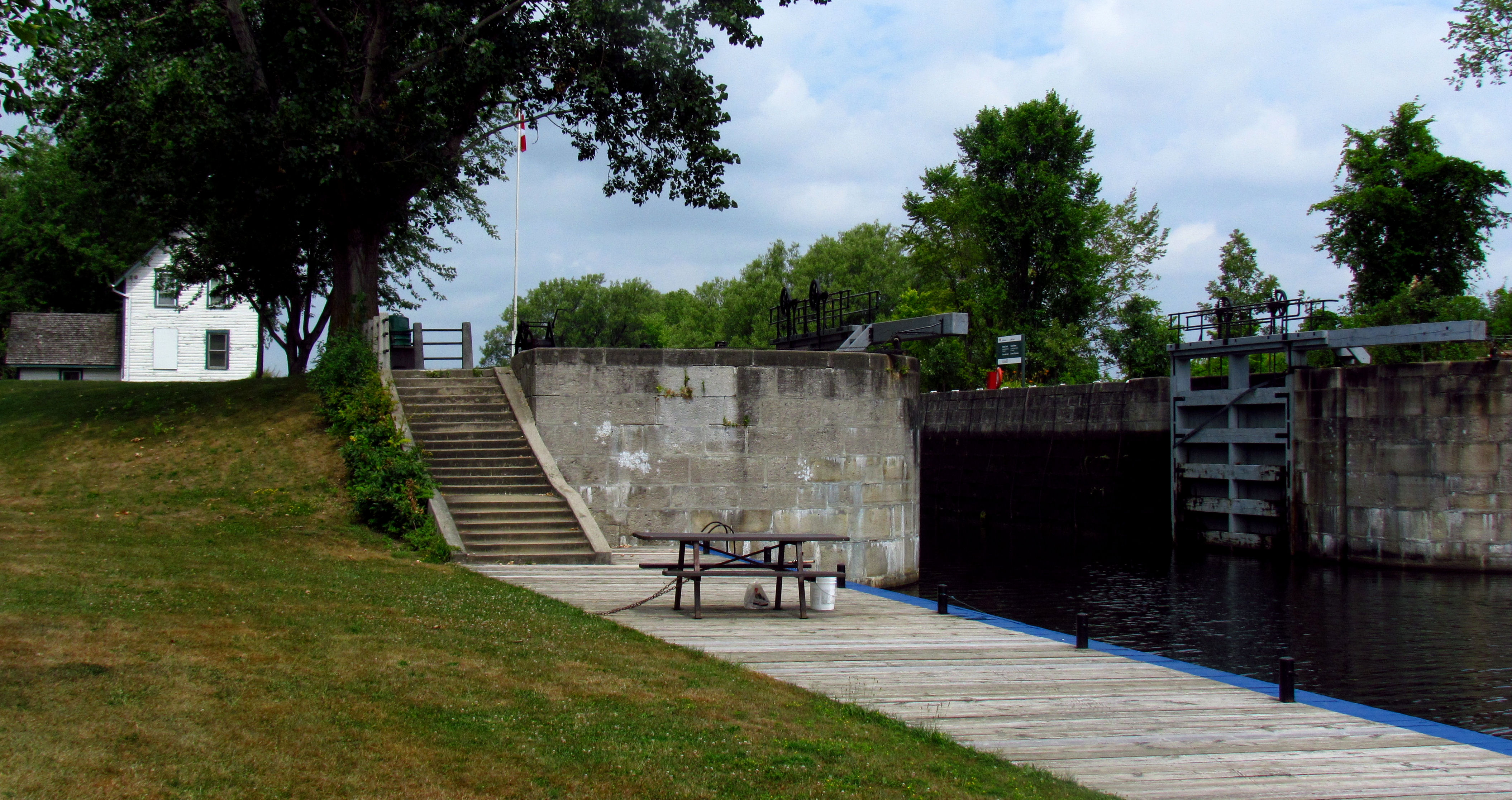
Edmonds Lock, sluis 25
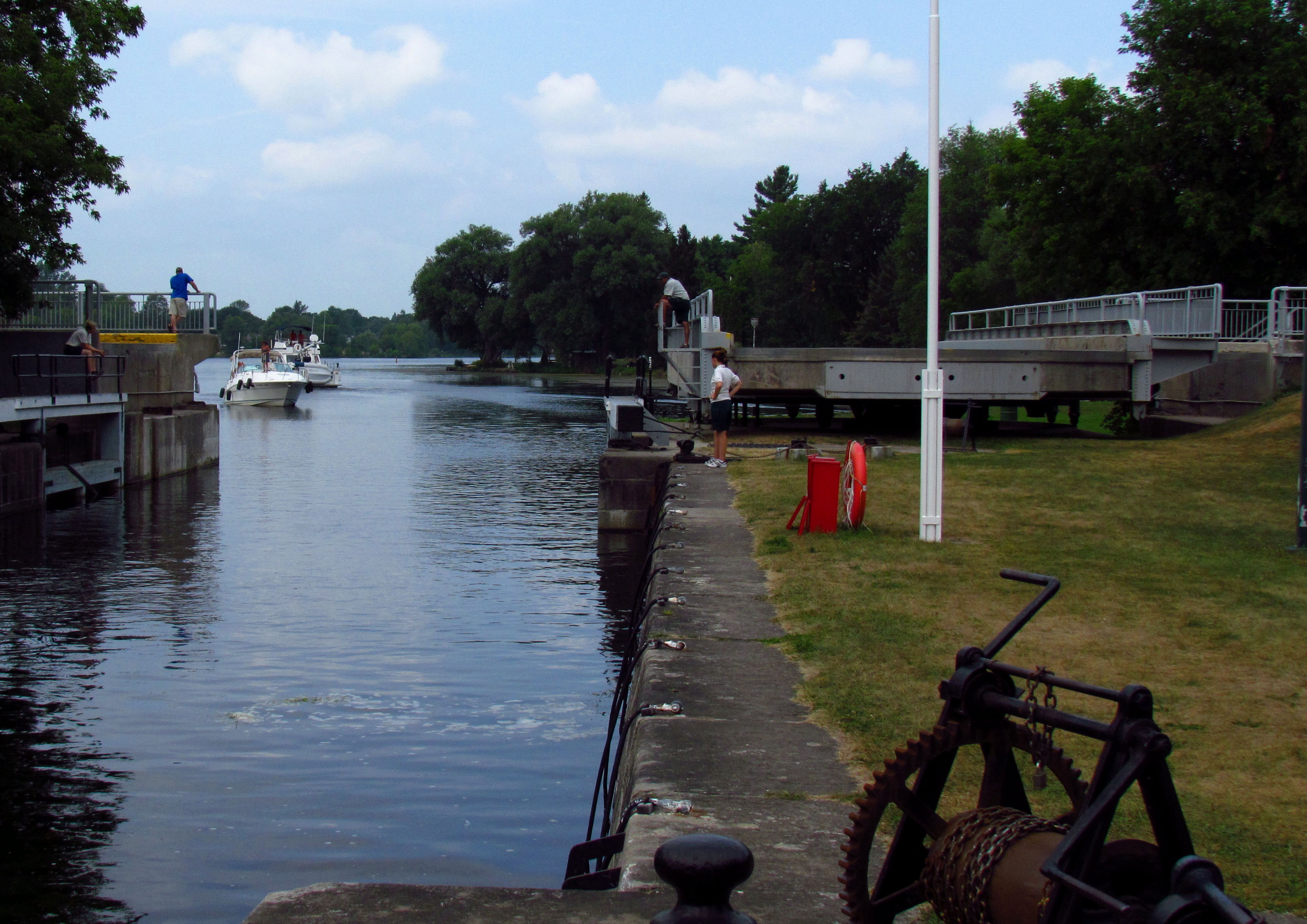
Old Slys Lock, sluis 26
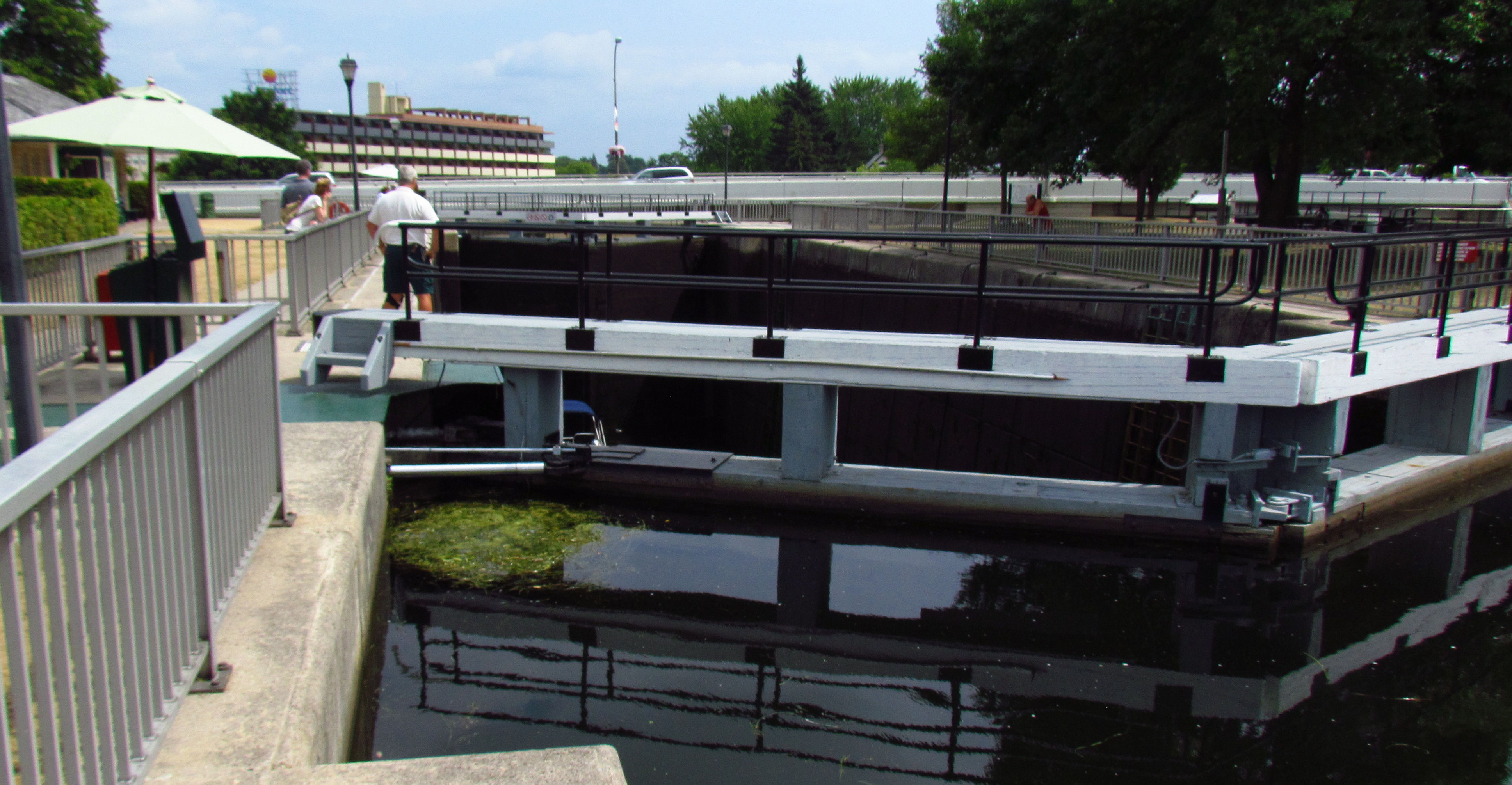
Aan Smiths Falls, sluis 29a (combinatie)
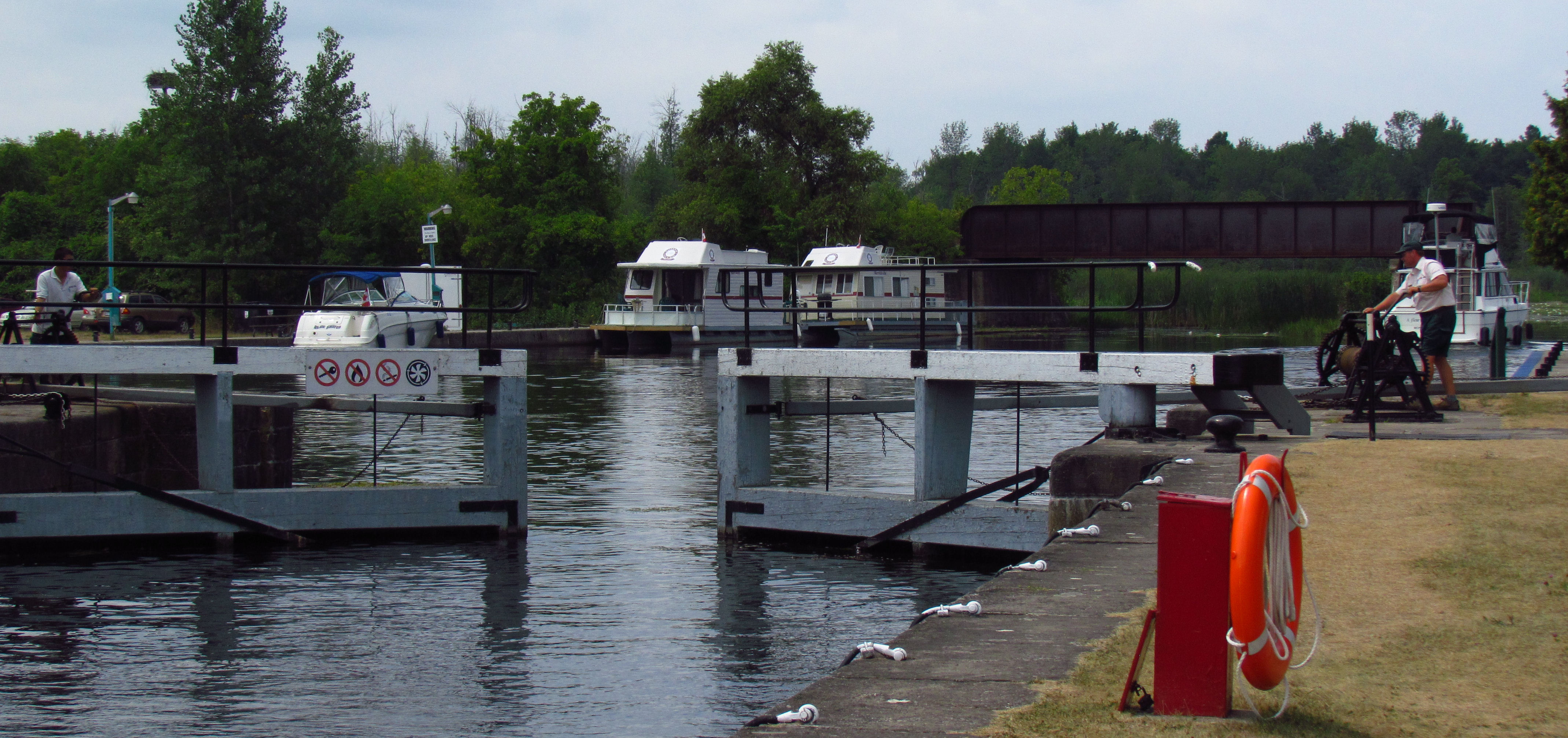
Aan Smiths Falls, sluis 31
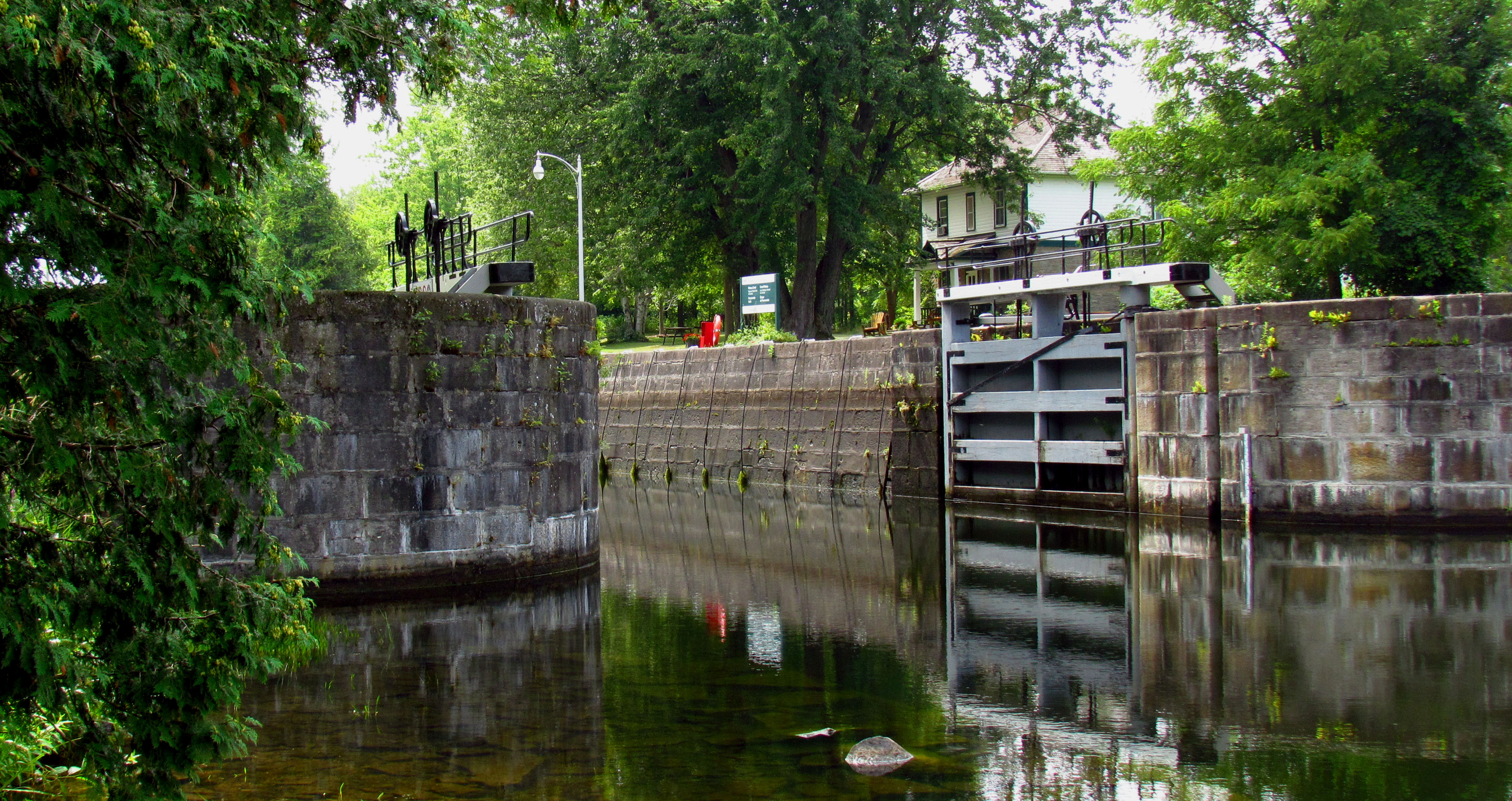
Poonamalie, sluis 32
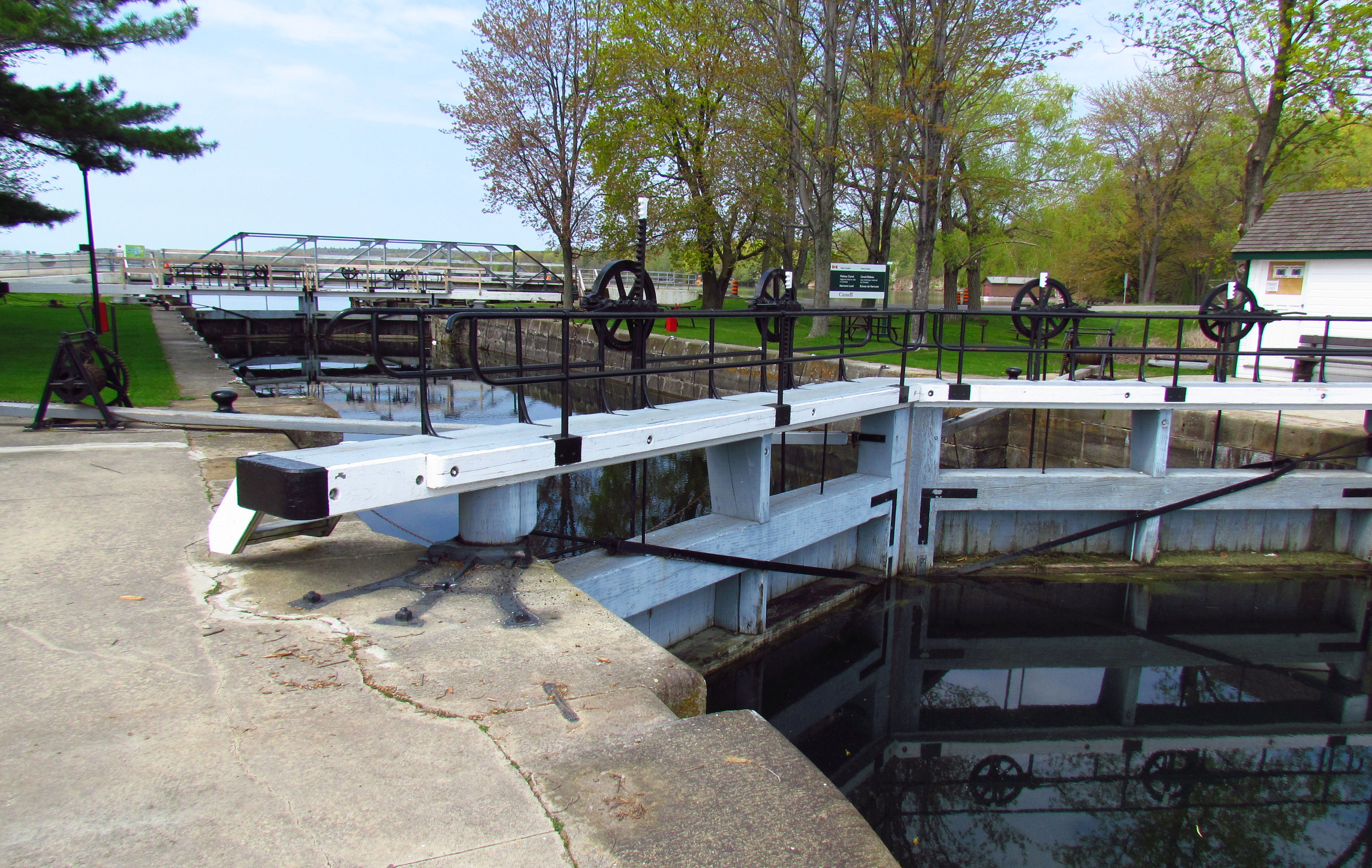
Rideau Narrows, sluis 35
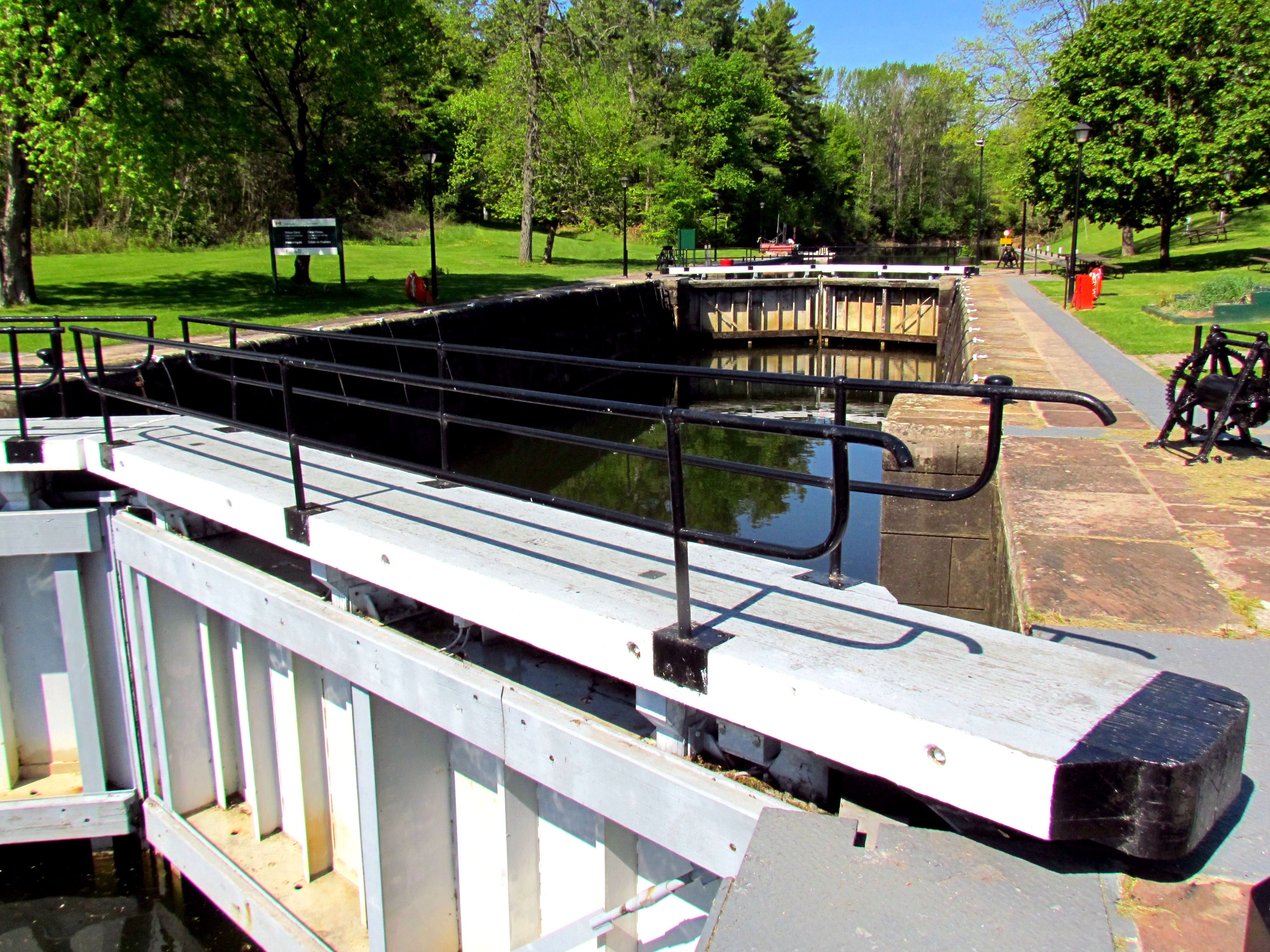
Newboro, sluis 36
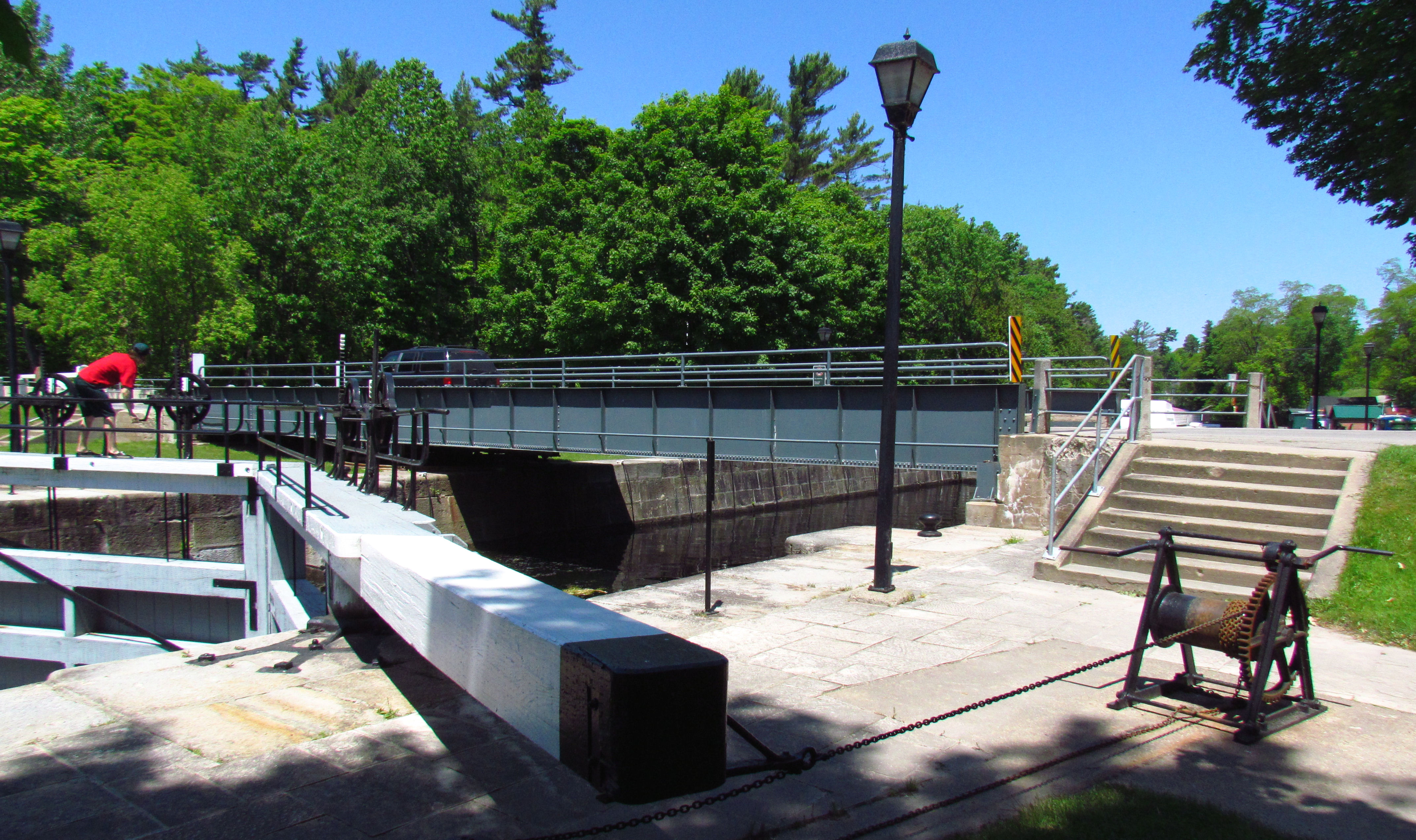
Chaffeys, sluis 37
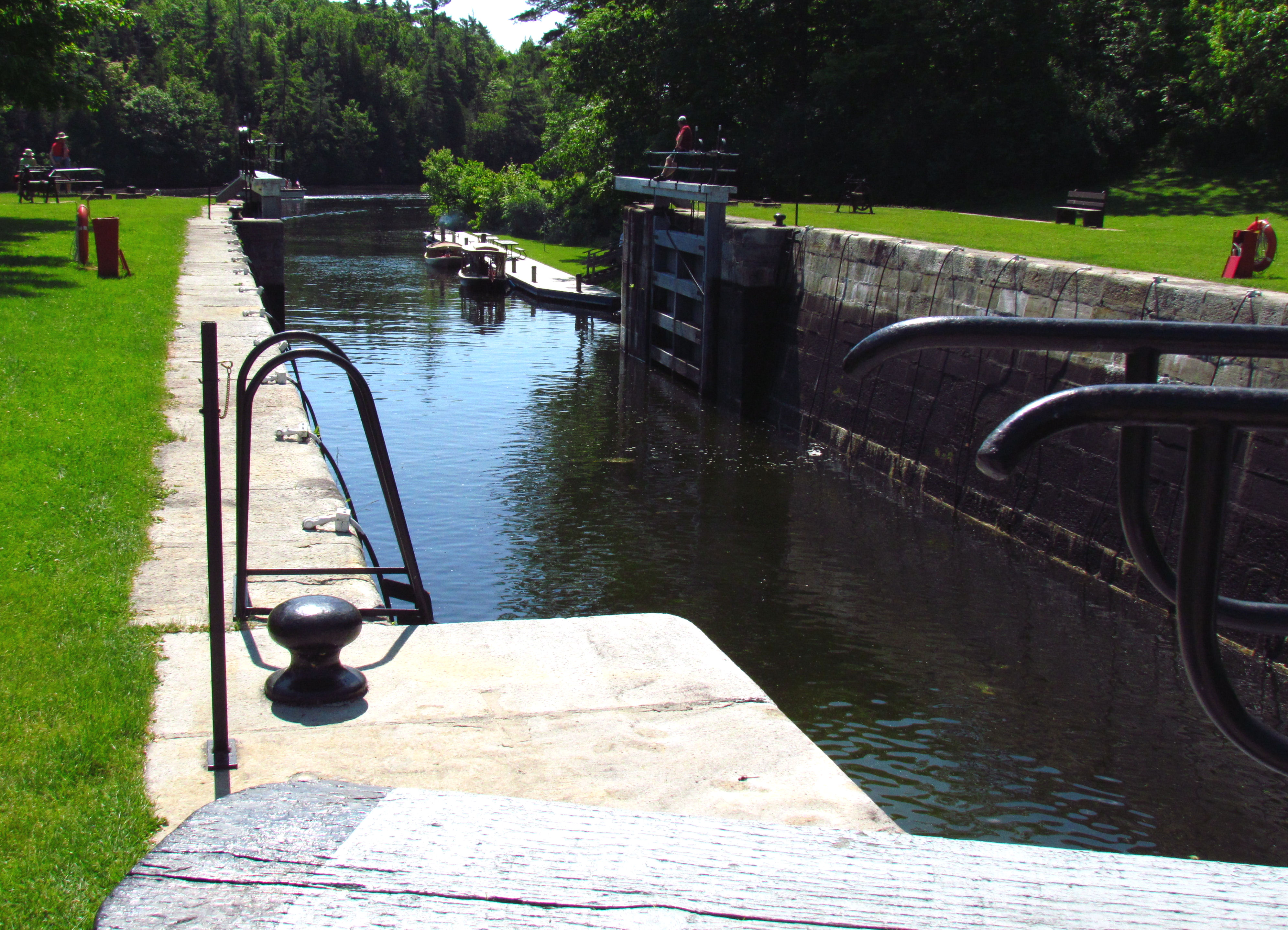
Davis, sluis 38
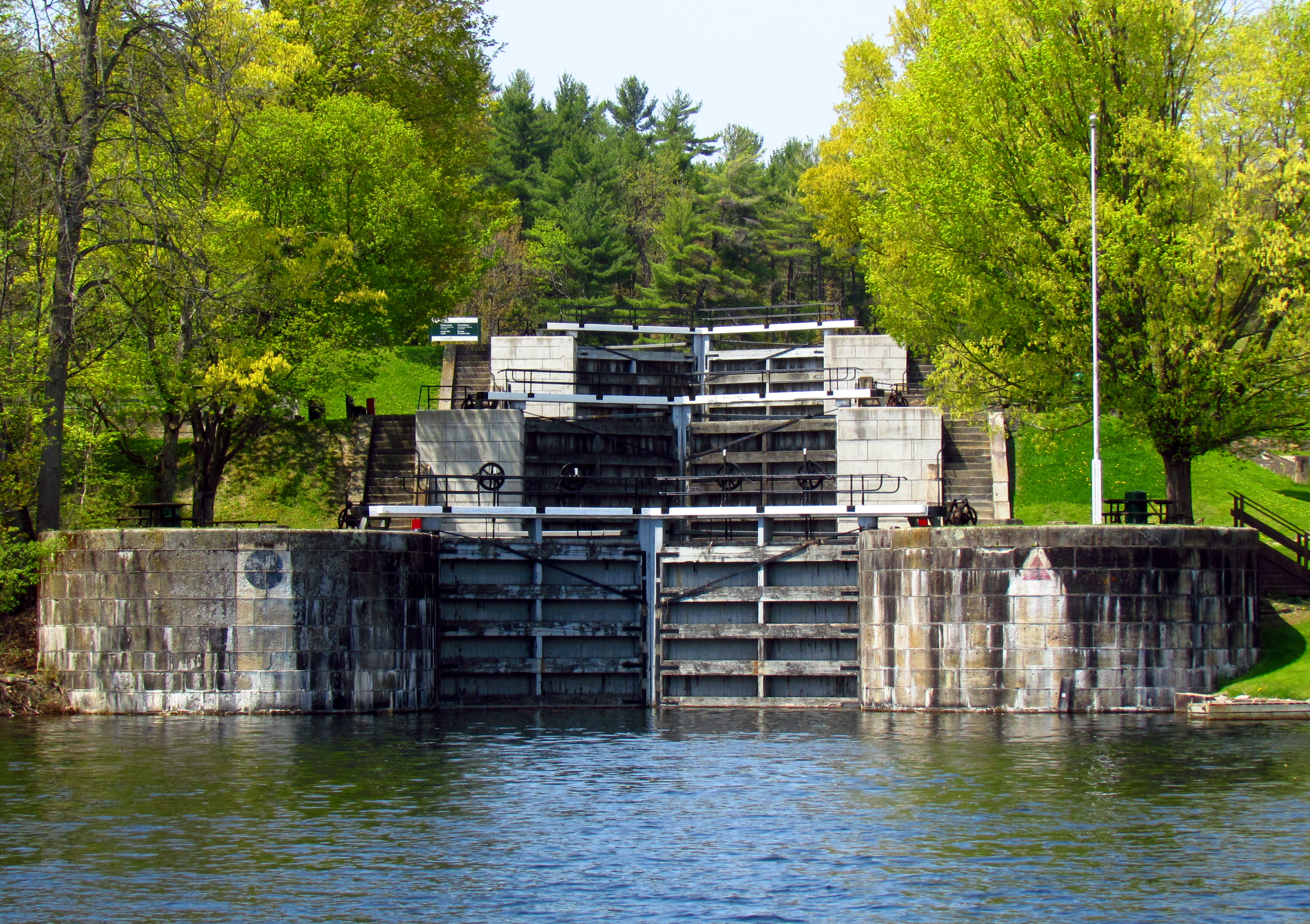
Aan Jones Falls, sluizen 40–42
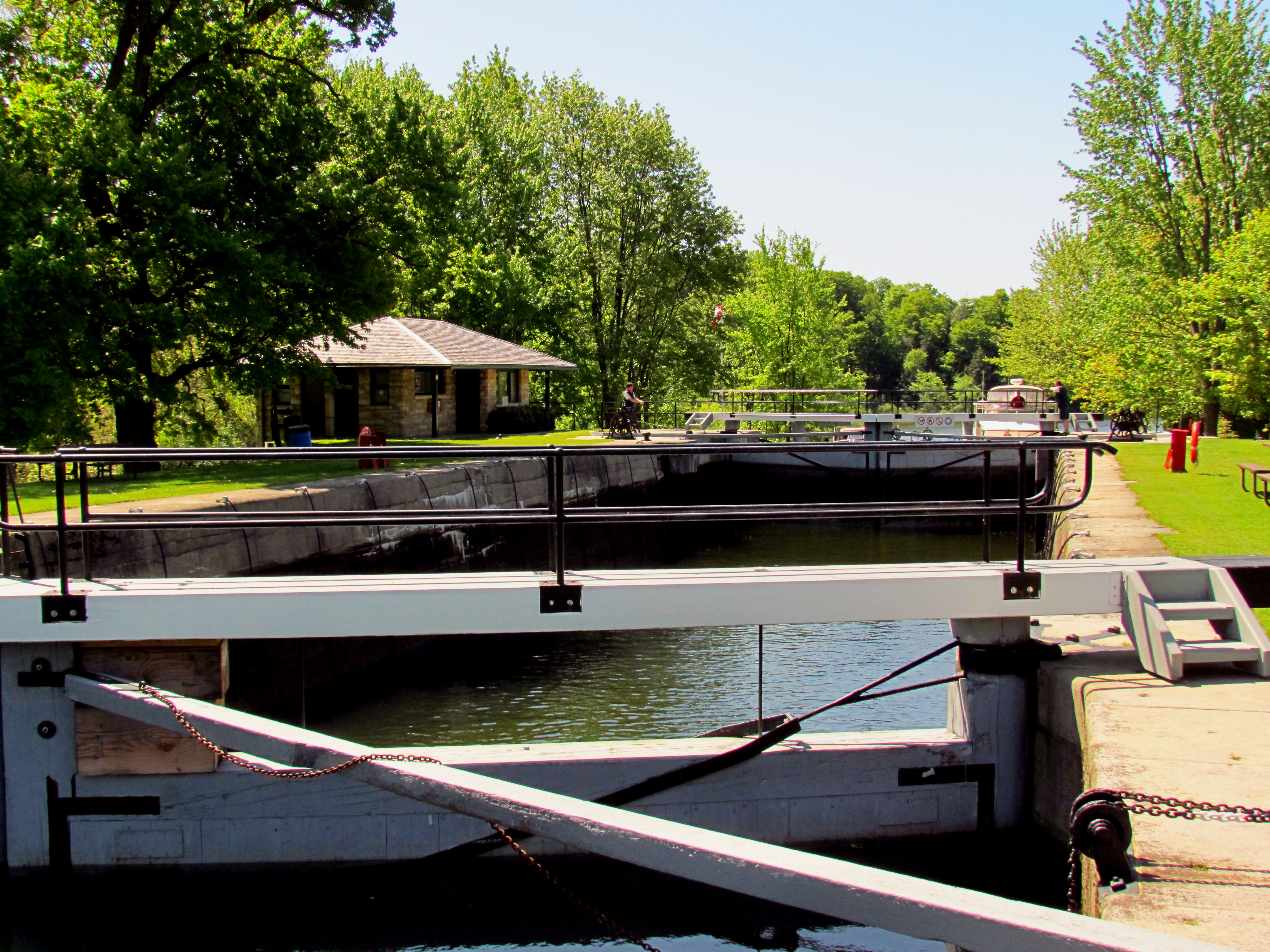
Upper Brewers Locks, sluizen 43–44
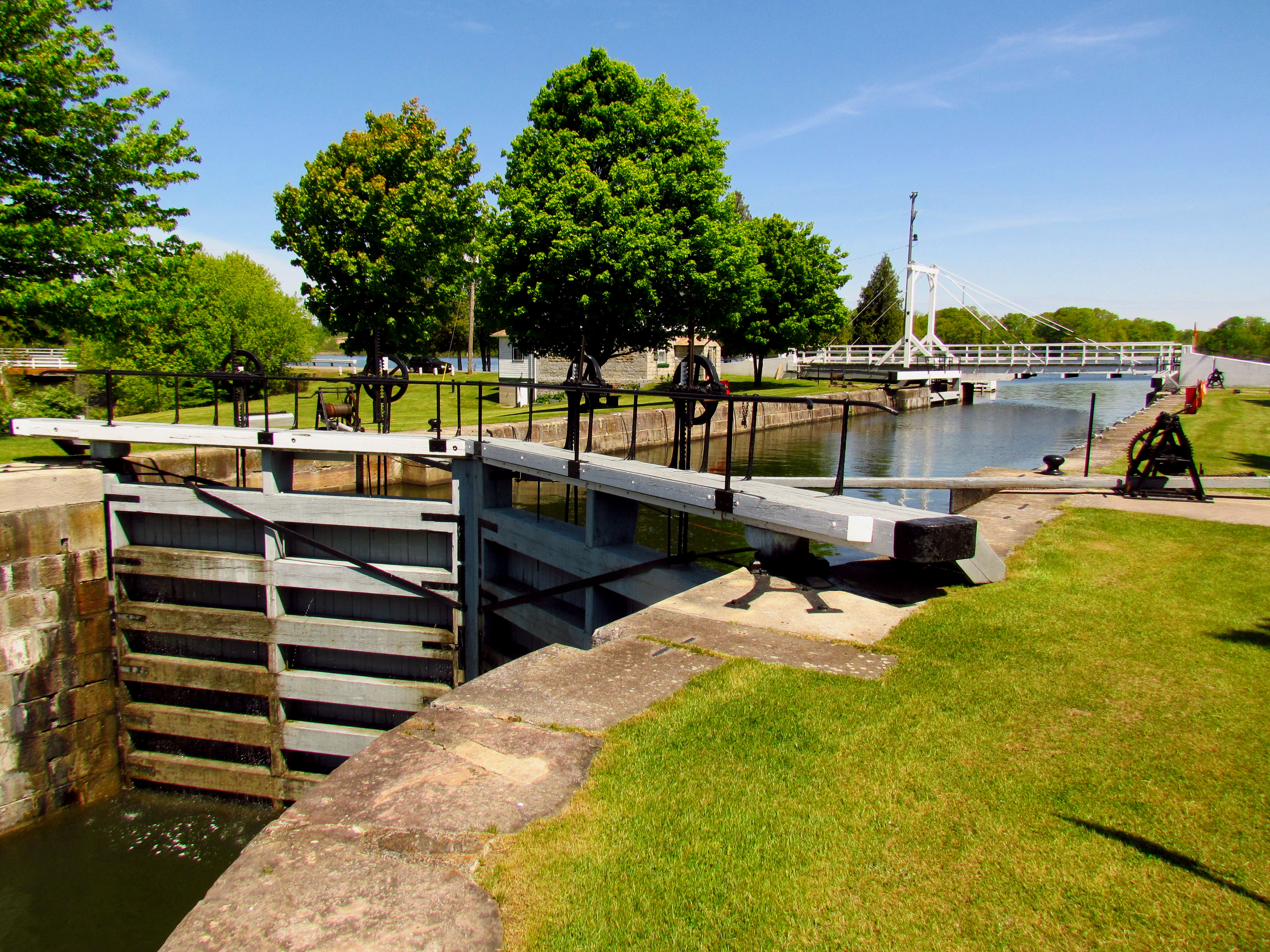
Lower Brewers Lock, sluis 45
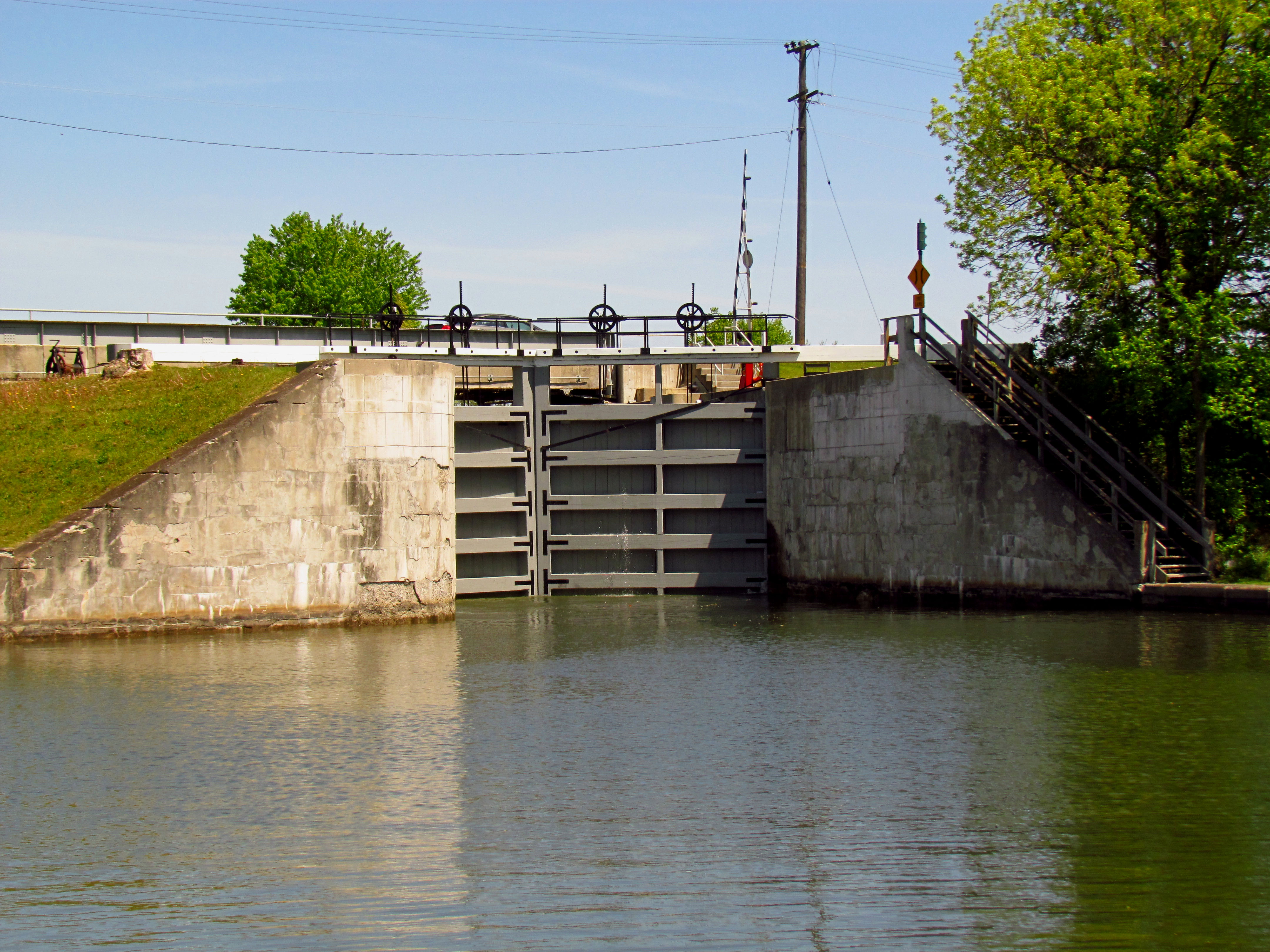
Upper Kingston Mills Lock, sluis 46
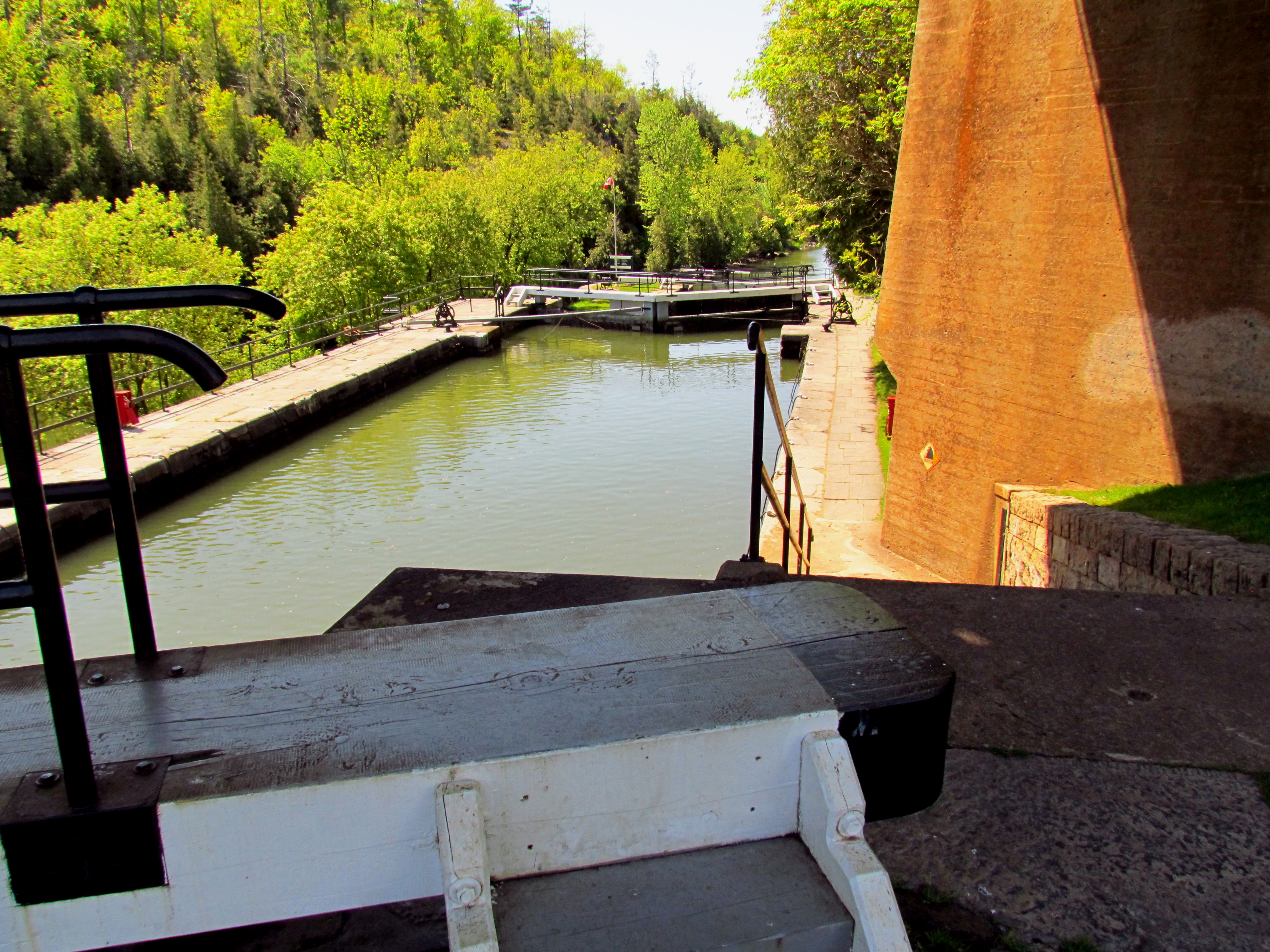
Lower Kingston Mills Locks, sluizen 47–49

Anticosti · Dinosauruspark · Grand Pré · Gros Morne · Gwaii Haanas en Haida (Ninstints) · Head-Smashed-In Buffalo Jump · Fossielkliffen van Joggins · Kluane, Wrangell-St. Elias, Glacier Bay en Tatshenshini-Alsek · L'Anse aux Meadows · Oud-Lunenburg · Miguasha · Mistaken Point · Nahanni · Pimachiowin Aki · Oud-Québec · Red Bay · Rideau Canal · Canadese parken van de Rocky Mountains · Tr'ondëk-Klondike · Waterton Glacier · Wood Buffalo · Writing-on-Stone Provincial Park
- Nationale Bibliotheek van Israël: 987007538591405171
- Virtual International Authority File: 316742390
- WorldCat: E39PBJqVWvGQKRcFK3DX6dX8G3